# Federico Danna
Federico Danna (Torino, 25 agosto 1956) è un allenatore di pallacanestro italiano.

## Carriera
Nel 1979 assume l'incarico di responsabile del settore giovanile dell'Auxilium Torino diventando anche assistente in prima squadra fino al dicembre 1986, mese in cui è chiamato al ruolo di capoallenatore in A1 fino al termine della stagione. Rimane quindi in società, salvo poi tornare sulla panchina della prima squadra dal gennaio 1991 (subentra in A1 a "Dido" Guerrieri) fino al novembre 1994 quando viene sostituito dallo stesso Guerrieri al primo anno dopo la retrocessione in seconda serie.
Da lì si trasferisce alla Pallacanestro Biella, formazione che sotto la sua guida in due anni giunge dalla B2 alla B1 e in altri due anni conquista la promozione in A2. Dopo aver raggiunto le semifinali play-off di A2 va ad allenare la Pallacanestro Varese in A1, ma è esonerato a stagione in corso.
A quel punto scende in Legadue dove siede sulla panchina della neopromossa Cimberio Borgomanero, che trascinata anche dal capocannoniere del campionato Horace Jenkins ottiene un quarto posto finale. Resta sulla panchina biancazzurra fino al marzo dell'annata seguente, con il club che intanto sposta la propria sede sociale da Borgomanero a Novara.
La carriera di Danna prosegue con un anno in B1 alla Virtus Siena, squadra giovane composta per sei decimi dai vincitori dello scudetto juniores l'anno precedente. Dopo quest'esperienza, nel 2004, fa ritorno alla Pallacanestro Biella assumendo questa volta le vesti di responsabile del settore giovanile.
Nel marzo del 2017 il presidente del consiglio comunale di Biella, Fabrizio Merlo, e il sindaco Marco Cavicchioli hanno comunicato la decisione di iscrivere Danna all'albo d'onore della città di Biella, si legge «per gli indubbi meriti conseguiti durante la carriera da allenatore di basket in città, a servizio del settore giovanile di Pallacanestro Biella e dei suoi ragazzi, aiutati a diventare non solo giocatori ma anche persone migliori».
Nell'estate del 2018 lascia la Pallacanestro Biella e diventa responsabile del nuovo progetto giovanile d'eccellenza Novipiù Campus Piemonte.
Dopo 4 anni, chiusa l'esperienza di Campus Piemonte, nel luglio del 2022, Danna inizia una nuova avventura ad Academy Varese